# ثيودوروس الملحد
ثيودوروس الملحد (باليونانية: Θεόδωρος ὁ ἄθεος)‏ (340 ق. م — 250 ق. م «تقريباً») فيلسوفٌ يوناني من قورينا من المدرسة القيروانيّة. عاش في كل من اليونان والإسكندرية، قبل أن تنتهي أيامه في مدينته الأم قورينا. بصفته فيلسوفًا قيروانيًا، علم أن الهدف من الحياة هو الحصول على الفرح وتجنب الحزن، وأن الأول ناتج عن المعرفة، والأخير من الجهل. وكان أكثر ما اشتهر به هو إلحاده المزعوم. كان عادة ما يسميه الكتاب القدامى هو بـ«هو آثيوس» (باليونانية: ὁ ἄθεος)‏، وتعني «الملحد».

## حياته
كان ثيودوروس من تلاميذ أريستبس الأصغر، حفيد أريستيبوس الأكبر والأكثر شهرة. استمع إلى محاضرات عدد من الفلاسفة بجانب أريستيبس. مثل أنيقارس وDionysius وزينون الرواقي وبيرو.

## فلسفته
كان ثيودوروس مؤسس طائفة سميت من بعده ثيودوريوي (Θεοδώρειοι)، «ثيودوريون». آراء ثيودوروس، كما يمكن جمعها من تصريح ديوجين لايرتيوس المحير، كانت من المدرسة القيروانيّة. علم أن الغاية العظمى للحياة البشرية هي الحصول على الفرح وتجنب الحزن، وأن الأول ناتج عن المعرفة، والأخير من الجهل. عرّف الخير بأنه الحكمة والعدالة، والشر بالعكس. لكن اللذة والألم كانا غير مبالين. لقد استخف بالصداقة والوطنية، وأكد أن العالم وطنه. لقد علم أنه لا يوجد شيء مخزي بشكل طبيعي في السرقة أو الزنا أو تدنيس المقدسات إذا تجاهل المرء الرأي العام، الذي تَشكل بموافقة «الحمقى».
هوجم ثيودوروس بسبب الإلحاد. يقول لايرتيوس: «لقد تخلص من جميع الآراء التي تحترم الآلهة»، لكن بعض النقاد يشككون في كونه ملحدًا تمامًا، أو ببساطة نفى وجود آلهة المعتقد الشعبي. ما يدعم تهمة الإلحاد التسمية الشعبية لـAtheus، من خلالشيشرون، لايرتيوس، سيكستوس إمبيريكوس، وبعض الكتاب المسيحيين. بينما يتحدث البعض الآخر (على سبيل المثال كليمندس الإسكندري) على أنه يرفض فقط اللاهوت الشعبي.
كتب ثيودوروس كتابًا بعنوان على الآلهة (Περὶ Θεῶν). رأى لايرتيوس هذا الكتاب، وقال إنه لا يجب صرف النظر عنه، مضيفًا أنه قيل إنه كان مصدر العديد من تصريحات أو حجج أبيقور. وفقًا لموسوعة سودا، ألف ثيودوروس العديد من الأعمال في كل من مذاهب طائفته وموضوعات أخرى.